# Anatoly Albul
Anatoly Mikhaylovich Albul (en ruso: Анатолий Михайлович Албул; 1936 - 13 de agosto de 2013) fue un luchador ruso. Nació en Leningrado. Fue medallista de bronce olímpico en lucha libre en 1960, compitiendo por la Unión Soviética. Ganó una medalla de plata en el Campeonato Mundial de Lucha Libre de 1963.